# Kozma Miklós
Vitéz leveldi Kozma Miklós (Nagyvárad, 1884. szeptember 5. – Ungvár, 1941. december 8.) magyar politikus, az MTI elnöke, rövid ideig honvédelmi miniszter a Gömbös-kormányban, valamint belügyminiszter a Gömbös- és Darányi-kormányban.

## Élete
A régi nemesi származású leveldi Kozma család sarja. Édesapja, leveldi Kozma Ferenc (1857-1937), költő, édesanyja, Nyíry Erzsébet (1858-1944) volt. A Ludovika Akadémia elvégzése után mint huszár hadnagy kezdte meg szolgálatát. Emellett a Budapesti Egyetemen jogot tanult. Harcolt az első világháborúban. 1919-ben Szegeden a Nemzeti Hadsereg propaganda- és védelmi osztályának vezetője, majd Horthy Miklós kabinetirodájának katonapolitikai referense. 1922 októberétől az MTI, 1925-től a Magyar Telefonhírmondó és Rádió Rt. elnöke, 1934-től felsőházi tag lett. 1935. március 4-től 1937. február 3-ig a Gömbös-, majd Darányi-kormány belügyminisztere; ő irányította az 1935. évi választásokat. Darányi Kálmán kezdetben mérsékelt, a parlamentre támaszkodó politikájával nem értett egyet, ezért lemondott. 1937. márciusában ismét az MTI és az érdekkörébe tartozó vállalatok elnökévé választották. 1938 őszén Kozma Miklós is részt vett a kárpátaljai magyar fegyveres akciók politika irányításában.
1940-től kinevezték a trianoni békeszerződéssel 1920-ban Csehszlovákiához csatolt, majd 1939-ben a magyar honvédség által visszafoglalt Kárpátalja kormányzói biztosának. Arra törekedett, hogy részleges, nyelvi és kulturális autonómiát hozzon létre a többségében ruszinok által lakott területen. Ragaszkodott a ruszin nyelv oktatásához is a kárpátaljai magyar iskolákban. Kormányzói biztosként fontos szerepe volt az első magyarországi zsidó deportálás elindításában, melynek értelmében mintegy 15 ezer, a zöldhatáron át Magyarországra menekült úgynevezett hontalan galíciai zsidót, aki nem rendelkezett hivatalos iratokkal, visszatoloncoltak a határon túlra, ott azonban a megszálló németek  jelentős részüket meggyilkolták.

## Házasságai és gyermekei
- Első felesége álgyesti Tüköry Melitta (1891-1960), álgyesti Tüköry Alajos (1854-1903),[2] horvát-szlavón-dalmátországi országgyűlési képviselő, és Paula von Falkenberg (1868-1949) lánya.

A házasságukból született:
- - vitéz leveldi Kozma Sándor (1911-?) tartalékos huszárfőhadnagy.[3] Felesége báró loósi és egervári Solymossy Hanna (1914-?) volt.
  - leveldi Kozma Mária. Párvy-Adolf Iván (1898. április 6–1991) méneskari alezredes felesége.
  - leveldi Kozma Dénes (1917-1939. augusztus 28) Autóbalesetben fiatalon elhunyt.[4]

- Második felesége: tornagörgői Gyarmathy Eszter (1898-1989).

- Kozma Miklós anyja: Nyíri Erzsébet (1858-1944).

## Emlékezete
- Alakja felbukkan Kondor Vilmos Budapest noir című bűnügyi regényében, és Pelle János: Párhuzamos nekrológok című regényében.